# 누락된 변수 편향
통계학에서 누락된 변수 편향(영어: omitted-variable bias, OVB)은 통계 모형이 하나 이상의 관련 변수를 제외할 때 발생한다. 이러한 편향으로 인해 모형은 누락된 변수의 효과를 포함된 변수에 귀속시키는 결과를 낳는다 .

## 판단 기준
누락된 변수 편향이 발생하는지 여부는 두 가지 주요한 기준에 따라 판단할 수 있다. 첫째, 누락된 설명변수가 종속변수와 관련이 있는지, 둘째, 누락된 설명변수가 포함된 변수와 관련이 있는지이다.
예를 들어, 어떤 연구가 운동량이 BMI에 미치는 영향을 알아보기 위해 회귀 모형을 구성했지만, 영양 상태라는 중요한 설명변수를 포함하지 않았다고 가정할 수 있다. 건강한 식습관을 가진 사람이 운동도 더 많이 할 가능성이 있기 때문에, 운동량과 영양 상태는 상관 관계가 있다. 또한 영양 상태는 BMI에 직접적 영향을 준다. 여기서 회귀 모형에 영양 상태라는 변수를 누락하면, 회귀식에서는 운동의 추정 계수가 영양의 효과도 일부 포함한 상태로 추정된다.

## 단순 선형 회귀 모형에서
단순 선형 회귀의 가정을 만족하고, 오차와 누락된 변수 간의 선형 관계를 가정하면 누락된 변수 편향은 다음과 같다.
진짜 모형이 {\displaystyle Y=\beta _{0}+\beta _{X}X+\beta _{Z}Z+\epsilon } 일 때,
최소제곱법(OLS)를 사용하여 변수 {\displaystyle Z}를 누락시킨 모형 {\displaystyle {\hat {Y_{i}}}={\hat {\beta _{0}}}+{\hat {\beta _{X}}}X_{i}}로 진짜 모형을 추정하면 누락된 변수 편향은 다음과 같다.
{\displaystyle {\text{OVB}}=\lim _{p}{\hat {\beta _{X}}}-\beta _{X}=\beta _{Z}{\frac {{\text{Cov}}(X,Z)}{{\text{Var}}(X)}}={\frac {{\text{Cov}}(X,u)}{{\text{Var}}(X)}}={\frac {\sigma _{u}}{\sigma _{X}}}\cdot \rho _{X,u}}
여기서 {\displaystyle \sigma _{X}}, {\displaystyle \sigma _{u}}는 각각 독립변수 {\displaystyle X}의 표준편차, 오차 {\displaystyle u}의 표준편차이고, {\displaystyle \rho _{X,u}}는 독립변수 {\displaystyle X}와 오차 {\displaystyle u}의 상관계수이다. 유도는 최소제곱법(OLS) 항목 참조.

## 다중 선형 회귀 모형에서
진짜 모형이 {\displaystyle Y=\beta _{0}+\sum _{j=1}^{k}\beta _{j}X_{j}+\beta _{Z}Z+\epsilon ,\quad E[\epsilon ]=0,\;Cov(X_{j},\epsilon )=Cov(Z,\epsilon )=0} 일 때,
최소제곱법(OLS)를 사용하여 {\displaystyle {\hat {Y}}={\hat {\gamma _{0}}}+\sum _{j=1}^{k}{\hat {\gamma _{j}}}X_{j}}로 원 모형을 추정하면 누락된 변수 편향은 다음과 같다.
{\displaystyle {\text{OVB}}(\gamma _{j})=\lim _{p}{\hat {\gamma _{j}}}-\beta _{j}={\frac {{\text{Cov}}(X_{j},u)}{{\text{Var}}(X_{j}|X_{-j})}}}
여기서 {\displaystyle {\text{Var}}(X_{j}|X_{-j})}는 다른 {\displaystyle X}들을 통제한 후 {\displaystyle X_{j}}의 분산이다.